# Åke Lundeberg (läkare)
Åke Lundeberg, född 15 februari 1947, är en svensk läkare (psykiater) och violinpedagog.
Lundeberg avlade läkarexamen 1972 och violinpedagogexamen 1974. Han har specialiserat sig på psykoterapi samt rampfeber och scenskräck framför allt för musiker. Han har även studerat för violinisten Kató Havas, som även hon studerat scenskräck, bland annat i boken Stage Fright.